# Ӄ
Ӄ (minuscule : ӄ), appelé ka crochet, ou parfois aussi ka crochet médian, est une lettre de l’alphabet cyrillique utilisée dans l’écriture des langues khanty, nivkhes, selkoupe et tchoukotko-kamtchatkiennes, comme le tchouktche ou le koriak, ou encore en kete. Elle a aussi été utilisée en ossète.

## Utilisations
En kete, en nivkhe, en koriak et en tchouktche, le ka crochet représente une consonne occlusive uvulaire sourde [q].
Andreas Sjögren utilise le ӄ dans l’alphabet cyrillique ossète dans sa grammaire publiée en 1844, lettre qu’il construit sur le modèle d’une nouvelle lettre cyrillique dérivée du ha ‹ 𐌷 › de l’alphabet gothique.

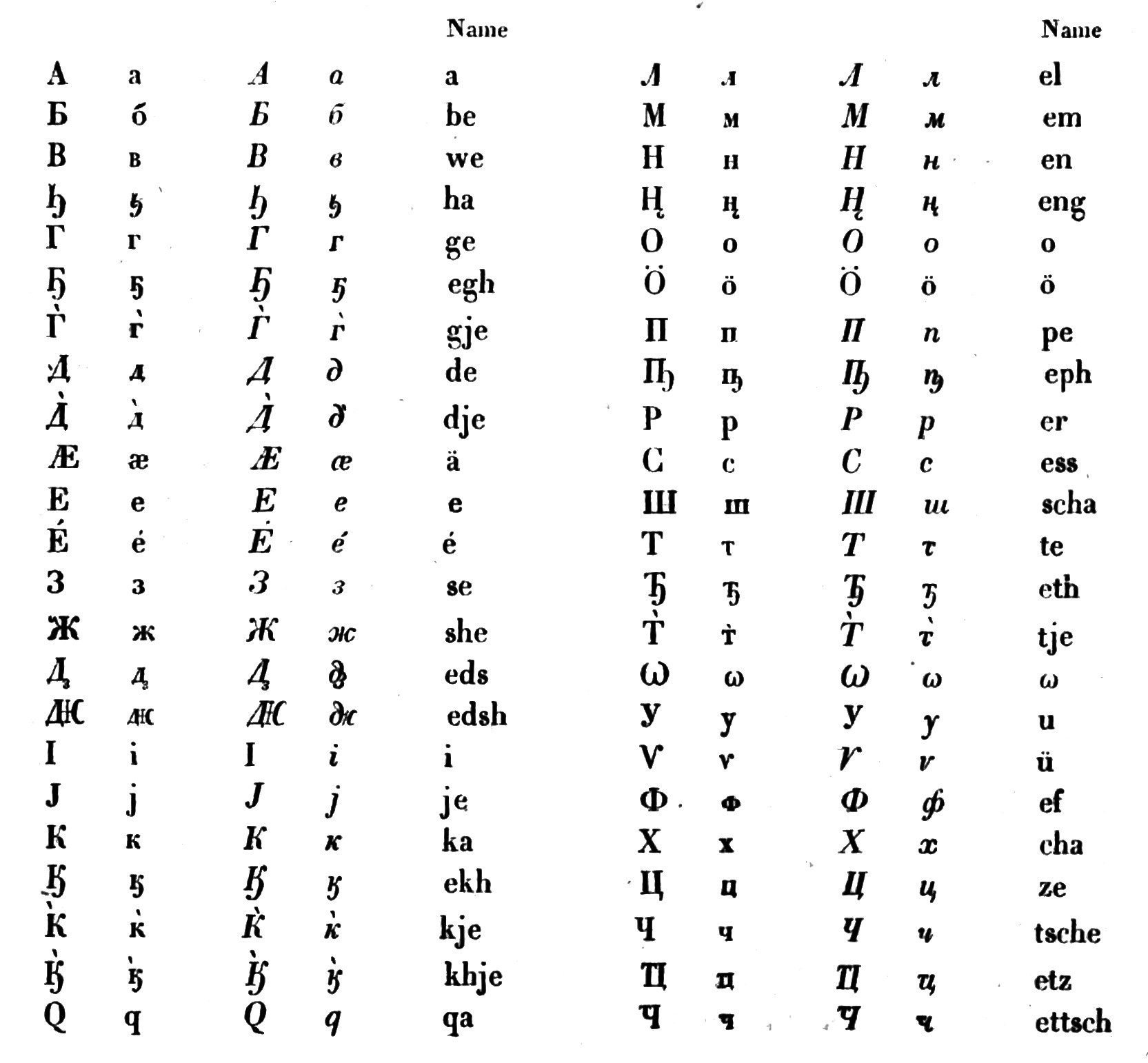
Alphabet ossète de Sjögren 1844.
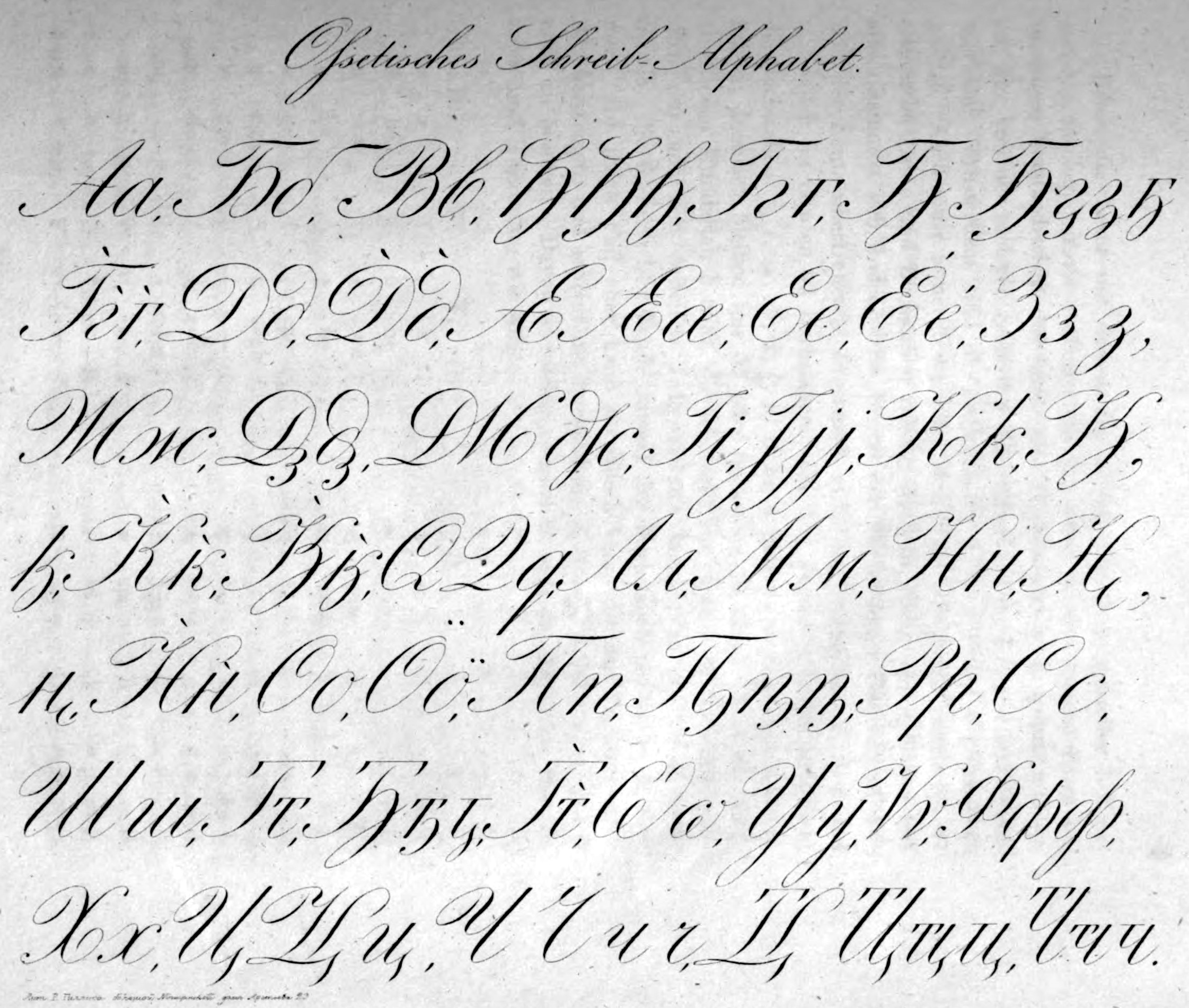
Alphabet ossète de Sjögren 1844 en écriture cursive.

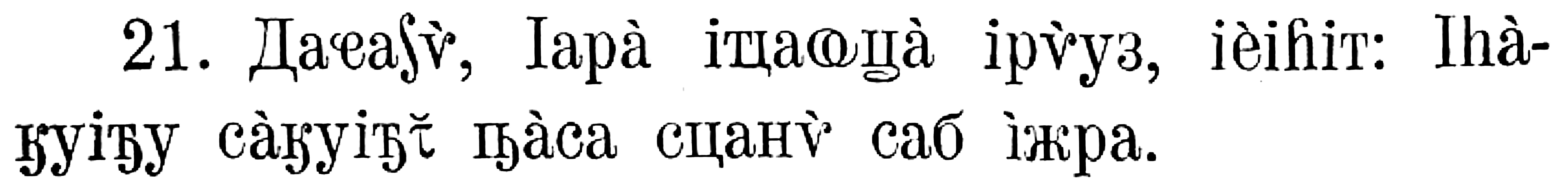
Matthieu 8:21 dans les Évangiles en abkhaze publiés en 1912.

Dans le dictionnaire russe-pachto-dari de Konstantin Aleksandrovitch Lebedev publié en 1983 et les éditions suivantes, le ka crochet ‹ ӄ › est utilisé pour translittérer la lettre qāf ‹ ق ›.
Le ӄ est utilisé dans l’alphabet itelmène développé dans les années 1980.

## Formes et variantes

## Représentations informatiques
Le ka crochet peut être représenté avec les caractères Unicode suivants :
| formes    | représentations | chaînes de caractères | points de code | descriptions                           |
| --------- | --------------- | --------------------- | -------------- | -------------------------------------- |
| capitale  | Ӄ               | Ӄ                     | U+04C3         | lettre majuscule cyrillique ka crochet |
| minuscule | ӄ               | ӄ                     | U+04C4         | lettre minuscule cyrillique ka crochet |